# Amo Jesús de El Tambo
El Amo Jesús Nazareno de El Tambo, es una escultura de tipo religioso de culto católico, venerado en la iglesia central del municipio de El Tambo, departamento del Cauca, siendo el santo patrono de la población su parroquia y los habitantes del pueblo como de las veredas aledañas.
La imagen devocional que se considera milagrosa representa a Jesús de Nazaret que reina para ejercer su misericordia sobre sus devotos, manteniendo los signos de su pasión. Razón por la cual se ha relacionado con el pasaje bíblico del evangelio de Juan (19:5) cuando Jesucristo es presentado por Poncio Pilatos al pueblo con las palabras "este es el hombre" traducidas al latín como Ecce Homo. 

## Historia

### Origen de la imagen
La devoción cristológica de Jesús Nazareno fue ampliamente difundida por la Iglesia Católica, especialmente por las comunidades misioneras en los entonces territorios del Virreinato del Perú, Gobernación de Quito y la zona centro sur de la Gobernación de Popayán durante el siglo XVII para catequizar y apoyar la doctrina en las comunidades indígenas que tenían relación o descendencia con los Incas. Razón por la cual este tipo de imágenes están en posición sedente sobre trono, vestidos con finas túnicas, potencias de oro o plata.
En 1536 al terminarse los combates entre nativos y españoles, el Gobernador de Popayán repartió las tierras de la provincia de Chisquío, junto con sus indios, creando encomiendas, las más importantes fueron: San Francisco de Chapa y Santiago de Piagua, de esta última dependía El Tambo. Piagua, Chapa y El Tambo fueron poblados por aborígenes, población blanca compuesta por soldados, encomenderos, curas doctrineros y misioneros quienes llevaron la imagen a alguno de estos poblados.
La imagen llega a Piagua o a Chapa en el siglo XVI en pleno auge económico de esta encomiendas. La iglesia de Piagua y la de Chapa datan del siglo XVI y según el relato del padre Rafael Solarte la imagen debió llegar procedente de Quito. Aunque este sacerdote sostuvo que la imagen perteneció al corregimiento de Huisito, lo que no pudo ser cierto debido a que en el informe que se presentó al virrey José Solís Folch de Cardona en el año 1759 no existía ninguna iglesia en este lugar.
El territorio que hoy forma la parroquia de El Tambo perteneció a la parroquia de Timbío hasta el 21 de octubre de 1754, cuando se formó como parroquia bajo la advocación de Jesús Nazareno siendo nuevo párroco fray Agustín de Sandoval y Mosquera Estos datos respaldarían la versión del sacerdote Rafael Solarte que afirman la creación y construcción de la parroquia de El Tambo después de las de Piagua y Chapa.

### Leyenda de la Aparición Milagrosa
Según la versión del párroco de la época, Rafael Solarte este fue el origen y la aparición misteriosa - milagrosa de la imagen del Amo Jesús en El Tambo:

Hacia el año 1700, ya se veneraba una imagen que los nativos llamaban el Amo Jesús Nazareno, posiblemente traída de la ciudad de Quito, labrada en fina madera por un artista desconocido. 
Hacia la costa caucana habitaba una tribu salvaje que un atardecer asalto el pequeño asentamiento humano de Huisitó, incendiándolo y asesinando a algunos cristianos, los que pudieron escapar huyeron hacia un punto llamado Guinea ubicado detrás de la cordillera occidental a donde llevaron la imagen y la escondieron en una cueva.
Pasado algún tiempo unas personas que transitaban por este lugar al amanecer, escucharon cánticos misteriosos que salían de dicha cueva, estos sorprendidos llamaron a más personas, las cuales llegaron a este sitio, encontrándose la imagen del Amo Jesús en perfectas condiciones.

Estas personas llevan la imagen a una capilla ubicada en un pueblo de indios cercano llamado San Francisco de Chapa, donde inician el culto a la imagen pero las personas al sentir temor por un nuevo asalto de los salvajes la condujeron a la iglesia del pueblo de indios de Santiago de Piagua y luego a el El Tambo donde le construyeron una capilla pajiza.
IGLESIA HOY. Popayán- Cauca. Agosto de 2013. 1 sec. p13.

### Cambios de las imágenes
Por disposición eclesiástica del obispo de Popayán Carlos Bermúdez y Pinzón en el año 1886 se ordena que las imágenes de El Tambo y Puelenje sean cambiadas, hecho que causa inconformidad social entre los habitantes del El Tambo.
Aunque la historia que conservan los habitantes de El Tambo es que al cumplir la orden eclesiástica de la diócesis, los cargueros tomaron la imagen y en un sitio conocido como “Chorritos” acuerdan descansar y cuando intentan reanudar su recorrido la imagen se hace muy pesada por lo que deciden devolverla a la iglesia de El Tambo. En este momento la imagen se hace más liviana hecho que atribuyeron como un milagro. Convenciéndose de que la imagen nunca se cambió.

## Características

### Imagen

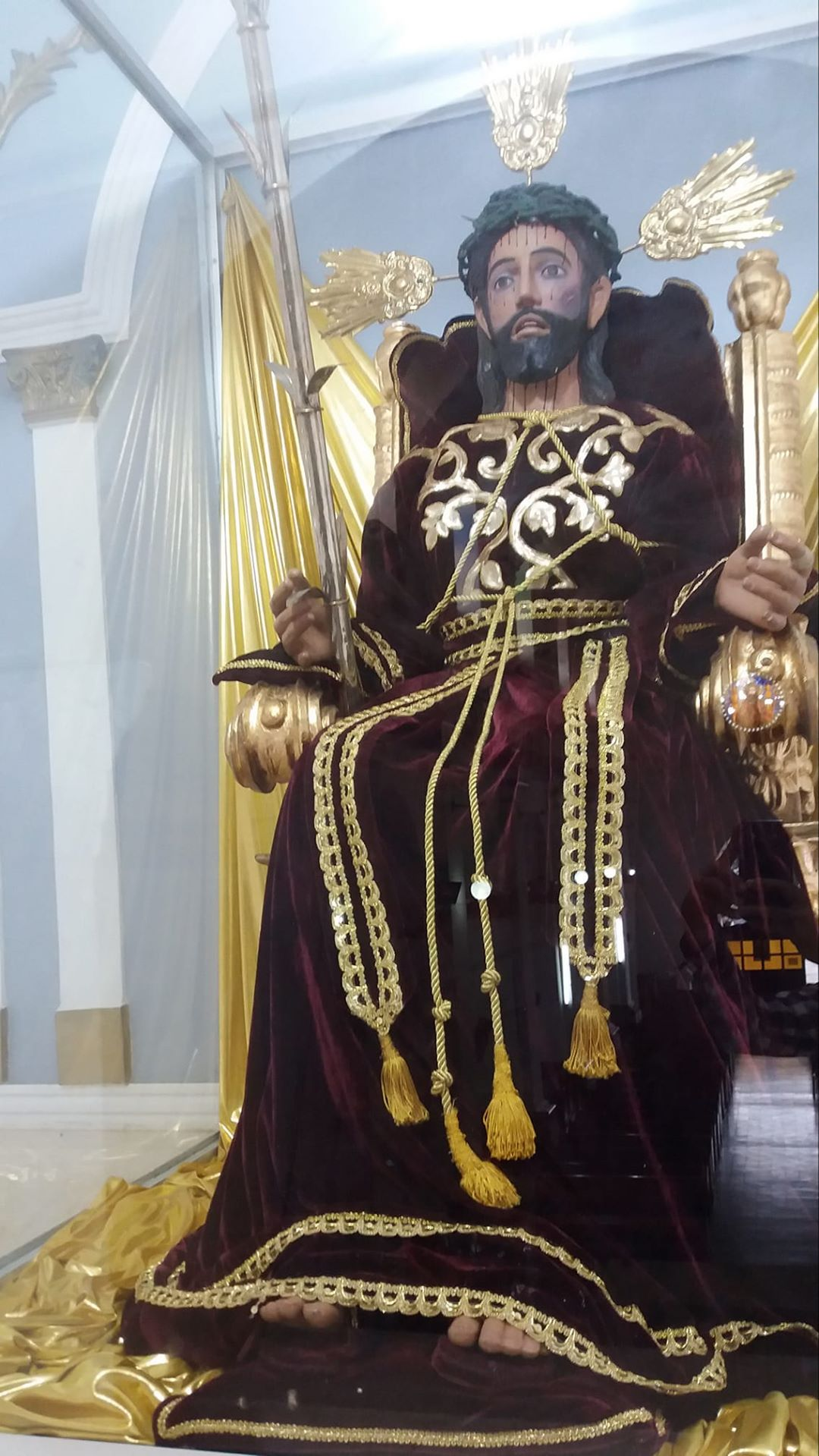
El Amo Jesús venerado en la Iglesia Parroquial de El Tambo

La imagen es una talla de cuerpo completo hecha para vestir, sus manos, piernas, cabeza, cuello, y parte del pecho son policromados. Está hecha en madera y su forma articulada le permite ponerla en cualquier posición es decir de pie o sentado. Se estima que la escultura es del siglo XVII pues presenta irregularidades en la simetría facial y rasgos toscos lo que sustenta su antigüedad y su posible elaboración por artistas que desconocían la anatomía humana en la elaboración de imágenes rústicas para la evangelización de la escuela de arte de la recién consolidada España.
Sobre su cabeza reposa una corona de espinas entretejida y tres coronas o potencias en oro, con piedras incrustadas. En su mano derecha lleva atada una caña dorada.
La túnica que utiliza la imagen está hecha con finas telas de Terciopelo y bordados dorados en diferentes estilos, de color granate o cardenal. Lleva también lazos dorados entrelazados en el cuello y manos que denotan su aprensión. 
Su elaboración está relacionada con artistas de la escuela de arte española quienes se les atribuye obras del mismo estilo en las entonces gobernaciones de Quito y Popayán que se usaban para la evangelización de las órdenes religiosas hacia las tribus indígenas. Cuyas características fisionómicas, estéticas e iconográficas son muy relacionadas con una devoción cristológica ampliamente difundida por la Iglesia Católica denominada como Jesús Nazareno en los entonces territorios del Virreinato del Perú, Gobernación de Quito y la zona centro sur de la Gobernación de Popayán durante el siglo XVII.

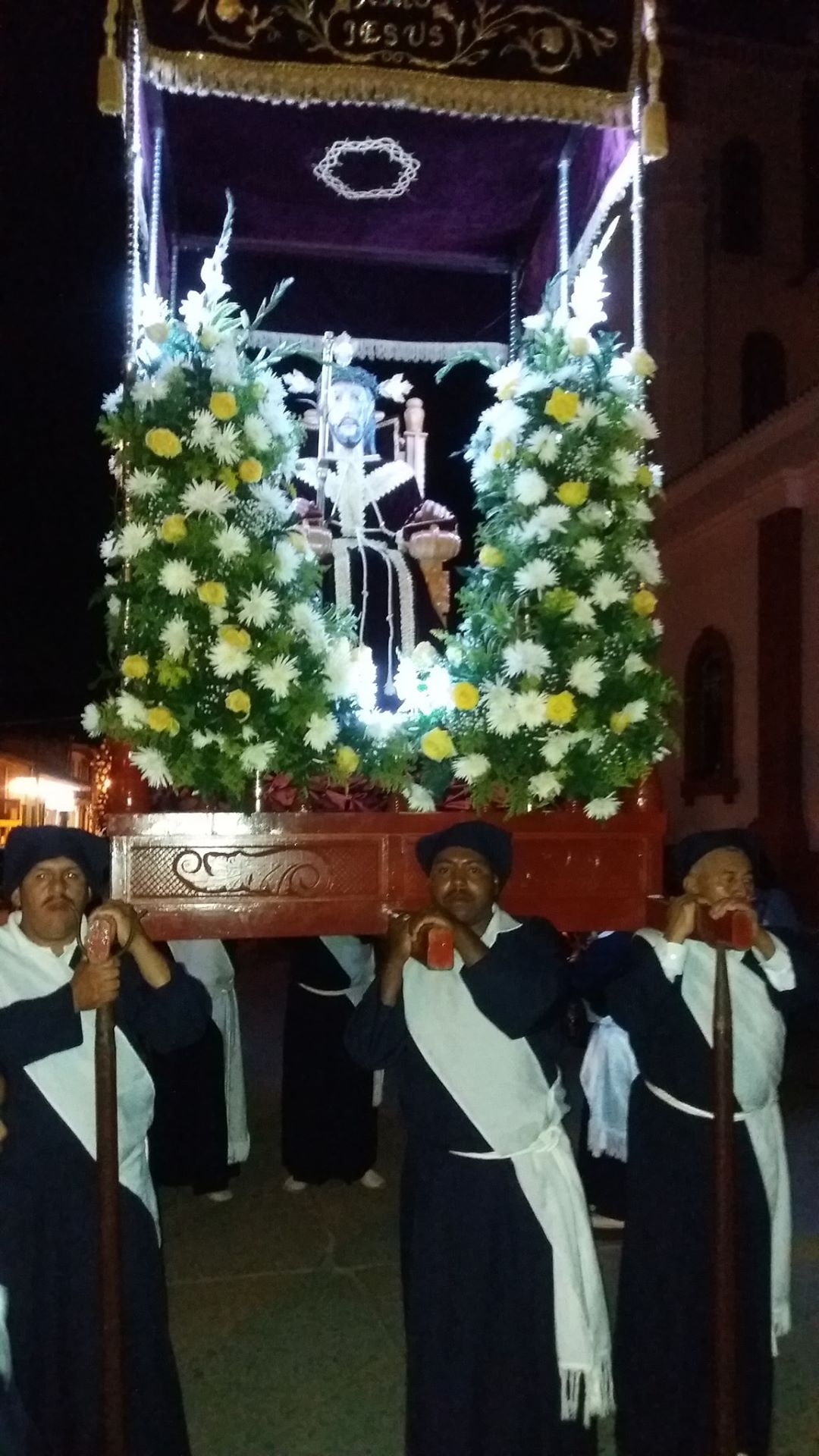
Réplica del Amo Jesús de El Tambo durante la Semana Santa

Devoción es impulsada principalmente para catequizar y apoyar la doctrina en las comunidades indígenas que tenían relación o descendencia con los Incas. Razón por la cual este tipo de imágenes están en posición sedente sobre trono, vestidos con finas túnicas, potencias de oro o plata; simulando a un rey o un "amo". Por lo que el Nazareno original tiene una copia que es utilizada en las rogativas en torno a la fiesta patronal para procesionar por las veredas aledañas, mientras que durante la gran parte del año permanece en una urna en la nave izquierda del templo.

### Trono
La imagen reposa sobre un trono en madera tallada, el cual está decorado en laminilla de oro y pinturas alusivas a las flores de la región. Su fabricación fue en siglo XVII y procede también de España.
Dicho trono está ubicado en el camarín del altar mayor sosteniendo al Amo Jesús donde permanece gran parte del año salvo durante las festividades patronales, como varias tallas alusivas a las devociones de la iglesia católica en el suroccidente colombiano.

## Festividad
La fiesta patronal se celebra en el mes de agosto cuando por las veredas y corregimientos pertenecientes a El Tambo como Piagua, donde se realiza una rogativa en torno a la quincenario, por lo que una réplica del Amo Jesús procesiona por las diferentes poblaciones denotando la gran devoción que recibe la imagen por la feligresía.

## Rogativa por la Paz del Cauca
La Rogativa por la Paz del Cauca tuvo lugar durante la Solemnidad de Jesucristo, Rey del Universo del 24 al 26 de noviembre de 2023 en el Centro Histórico de Popayán, capital del Cauca, Colombia, con motivo de implorar por el cese de hostilidades y de violencia a lo largo de todo el departamento, además de contribuir a la Paz en todo el país.

Este acontecimiento tuvo un carácter único y nunca antes visto en la historia payanesa, con la finalidad de reunir en torno a la devoción solemne a Jesucristo en sus advocaciones de Amo Jesús de El Tambo (Por ser el santo patrono de uno de los municipios con más violencia del departamento) y Santo Ecce Homo que es especialmente extendida en el departamento, cuyos fieles siempre han tenido un especial cariño y fe a Jesús como Salvador y Rey del Universo.

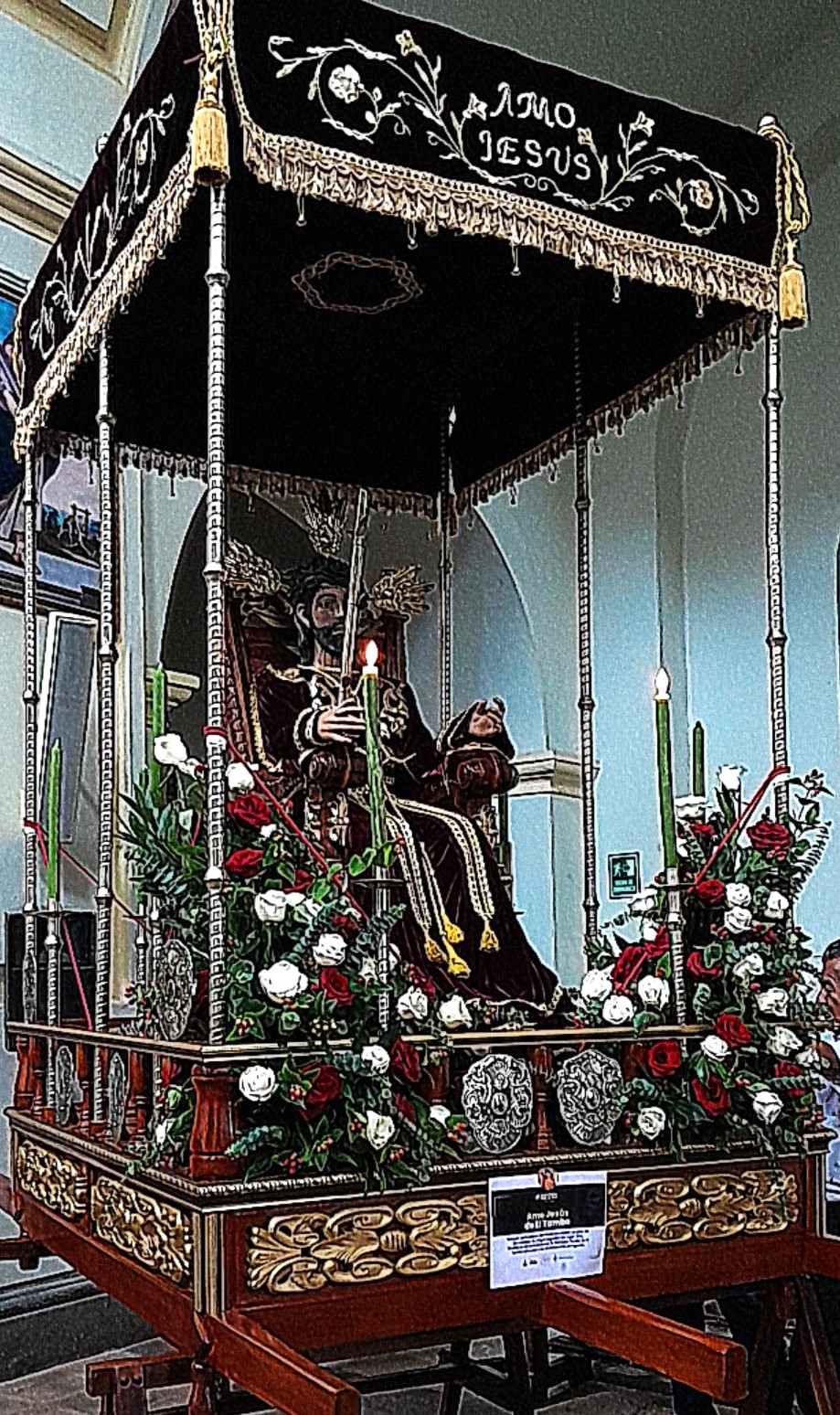
Paso del Amo Jesús durante la Rogativa por la Paz del Cauca en la Iglesia de San Francisco.

### Exposición del Amo Jesús de El Tambo
Se realizó el día sábado 25 de noviembre 9:00 a. m. hasta las 6:00 p. m. El paso de El Amo Jesús de El Tambo fue expuesto para veneración pública dentro de uno de los templos más importantes de la ciudad, en la Iglesia de San Francisco.

### Eucaristía por la Reconciliación y la Paz del Cauca
Tuvo lugar en la Catedral Basílica de Nuestra Señora de la Asunción a las 9:00 a. m., siendo presidida por el arzobispo de Popayán, Omar Alberto Sánchez Cubillos en concelebración con todos los sacerdotes de las parroquias e iglesias de los lugares de donde provienen todas las advocaciones de Cristo presentes en el Parque Caldas, trasladadas ahí desde las 8 a. m. para la eucaristía.
Teniendo como una de sus imágenes principales al Amo Jesús de El Tambo que se ubicó en la explanada del templo catedralicio.

### Gran Procesión por la Paz del Cauca
El paso de El Amo Jesús de El Tambo se ubicó en segunda posición, situándose entre los pasos de El Divino Ecce Homo de El Uvo por enfrente y El Santo Ecce Homo de Bello Horizonte por detrás, estando también presidido hacia delante por el Cura Párroco y diácono de El Tambo y el Estandarte de la Fundación Junta Amo Jesús de El Tambo, portado por sus miembros y síndicos.